# Oberbipp
Oberbipp är en ort och kommun i distriktet Oberaargau i kantonen Bern, Schweiz. Kommunen har 1 899 invånare (2023).